# Maria Altheman
Maria Suellen Altheman (Amparo, 12 de agosto de 1988) é uma judoca brasileira.
Como uma das representantes do país nos Jogos Pan-Americanos de 2011, em Guadalajara, no México, ganhou a medalha de bronze na categoria acima de 78 kg. Nos Jogos Olímpicos de Verão de 2012 obteve o quinto lugar na categoria acima de 78 kg. Por duas vezes foi vice-campeã mundial – Rio de Janeiro 2013 e Cheliabinsk 2014 – e em ambas foi derrotada na luta final pela cubana Idalys Ortiz.
Nos Jogos Pan-Americanos de 2015 conquistou a medalha de bronze.

## Vida pessoal
É casada com o medalhista de prata nas Olimpíadas de 2000, Carlos Honorato, com quem treina.